# Llista d'alcaldes de Gualba
Llista d'alcaldes de Gualba:
- Josep Muntasell i Arabia (1895 - 1902)
- Martí Maynou i Mas (1902 - 1904)
- Francesc Olivé i Sibina (1904 - 1910)
- Joan Ragué i Camps (1910 - 1917)
- Pau Balmas i Moré (1917 - 1919)
- Feliu Pascual i Pujós (1919 - 1922)
- Joan Suqué i Jo (1922 - 1923)
- Josep Albanell i Viadé (1923 - 1924)
- Josep Balmas i Ragué (1924 - 1930)
- Joan Suqué i Jo (1930 - 1930)
- Josep Albanell i Viadé (1930 - 1931)
- Josep Parera i Pla (1931 - 1931)
- Genís Daniel i Marquès (1931 - 1934)
- Josep Sanitjas i Serrat (1934 - 1934)
- Esteve Pujós i Fontanet (1934 - 1935)
- Joan Basí i Domènech (1935 - 1936)
- Josep Sanitjas i Serrat (1936 - 1936)
- Joan Albanell i Ragué (1936 - 1937)
- Jaume Domènech i Marquès (1937 - 1937)
- Josep Balmas i Ragué (1937 - 1939)
- Joan Basí i Domènech (1939 - 1949)
- Josep Clopés i Comes (1949 - 1953)
- Joan Torné i Escarré (1953 - 1960)
- Josep Ruiz i Àlvarez (1960 - 1963)
- Josep Parera i Adrobau (1963 - 1972)
- Joan Adrobau i Pascual (1972 - 1974)
- Josep Maria Clopés i Pascual (1974 - 1979)
- Manuel Tubau i Llop (1979 - 1991)
- Ernest López i Olivé (1991 - 1999)
- Carles Pan i Lacomba (1999 - 2007)
- Miquel Solaz i Gavaldà (2007 - 2011)
- Marc Uriach i Cortinas (2011 -)